# Le Comte de Monte-Cristo (film, 1954)
 (novembre 2019).
Si vous disposez d'ouvrages ou d'articles de référence ou si vous connaissez des sites web de qualité traitant du thème abordé ici, merci de compléter l'article en donnant les références utiles à sa vérifiabilité et en les liant à la section « Notes et références ».
Pour les articles homonymes, voir Le Comte de Monte-Cristo (homonymie).
Pour plus de détails, voir Fiche technique et Distribution.
Le Comte de Monte-Cristo est un film franco-italien réalisé par Robert Vernay, adapté du roman éponyme d'Alexandre Dumas, sorti sur les écrans en 1954. Ce film a été diffusé en deux époques : 1) La Trahison, 2) La Vengeance.
Le film est un gros succès commercial et attire plus de 7,7 millions de spectateurs dans les salles de cinéma françaises.

## Synopsis

### 1reépoque: La trahison
Au début du règne de Louis XVIII, un matin de février 1815,  un magnifique trois-mâts battant pavillon de l'armateur Morel entre dans le port de Marseille. C’est le Pharaon parti pour un long voyage commercial et dont on n’avait plus de nouvelles, le croyant disparu en mer au large des côtes de l’Inde. Son capitaine étant mort à bord, c’est un jeune marin, le premier maître Edmond Dantès, qui avait pris le commandement du navire marchand, après le refus de l’équipage de choisir le plus ancien, le quartier-maître Caderousse, trop souvent ivre. Ce refus avait provoqué pour l’ancien un sentiment de jalousie vis-à-vis de son jeune rival. Quelques jours auparavant, Dantès s’était acquitté d’une mission dont son capitaine l’avait chargé avant de mourir. Il avait fait une halte sur l'île d'Elbe, où était retenu en exil l'Empereur Napoléon. Préparant son retour imminent des « Cent-Jours » au pouvoir, Napoléon lui avait remis un pli fermé destiné à un certain Noirtier. Grisé par un retour triomphal, promu nouveau capitaine par son armateur, Dantès est impatient de retrouver sa jolie fiancée catalane, Mercédès, qui lui est restée toujours fidèle durant sa longue absence, malgré les oppressantes assiduités de son cousin, le sous-lieutenant de cavalerie Fernand Mondego, allant jusqu’à la persuader de la disparition définitive de son rival. Dantès ne pouvait imaginer que dans l'ombre un complot allait se tramer contre lui. Fernand, le rival amoureux éconduit, ayant appris par Caderousse, le jaloux de son avancement, l'escale du Pharaon à l'île d'Elbe, adresse une lettre au substitut du procureur du roi, Monsieur de Villefort, accusant Dantès de conspirer contre le roi Louis XVIII et de détenir une lettre compromettante de l’Empereur. Le soir de ses fiançailles, la foudre tombe sur Dantès. Convoqué sur le champ par le substitut, Dantès en toute confiance lui remet la missive de Napoléon, dont il ignore le contenu. Après lecture, le substitut brûle le document. Et, tandis qu’il promet à Dantès la liberté, il signe aussitôt l’ordre qui le condamne au secret absolu à la prison à vie au château d'If, au large de Marseille, une prison dont il est impossible de s’échapper. Le substitut profitait de l’occasion offerte pour détourner sur l’innocent jeune homme les soupçons pesant sur Monsieur Noirtier, farouche bonapartiste, son propre père, opposant à la Restauration monarchique.
Dix-huit années de captivité passent …. D'abord réduit à la solitude et au désespoir, Dantès entre en contact avec son voisin de cellule l'abbé Faria qui croupit, comme lui, dans le cachot des morts-vivants. Avant de mourir, l'abbé lui révèle l’existence d’un prodigieux secret : « Dans l’île de Montecristo est caché un trésor fabuleux qui donnera la puissance à celui qui le découvrira. » Alors, décidé à tout pour s’évader, Dantès se glisse dans le sac qui doit servir de cercueil marin à Faria. Il est ainsi jeté à la mer. Une embarcation, conduite par un certain Jacopo, le sauve avant qu’il ne soit repris et le dépose sur l’île de Montecristo, entre la Corse et l’Italie. Là, dans la grotte indiquée sur le plan de Faria, il y a bien un coffre plein d’or et de pierres précieuses. Ce trésor secret enseveli sur cet îlot désert serait celui des Borgia. Nous sommes en 1833. À présent inépuisablement riche, le futur Comte de Monte-Cristo va pouvoir consacrer sa vie à venger Edmond Dantès.
Plus tard, à l'auberge du pont du Gard, un mystérieux moine du nom de Busoni apporte à l’aubergiste Caderousse un gros diamant de la part de son ami Dantès, mort au Château d’If. Caderousse, ne soupçonnant pas la supercherie, raconte naïvement au moine, avide d’information, la trahison de Fernand. Ce dernier, anobli par Charles X, devenu général Comte de Morcerf, a épousé Mercédès après lui avoir juré qu’Edmond, son ancien bien-aimé, avait été fusillé. Le père de Dantès était mort dans la misère malgré les secours de l’armateur Morel, aujourd’hui à la faillite. Le moine Busoni, en réalité Dantès lui-même, en sait suffisamment. Son premier geste est d’acquitter sa reconnaissance envers son ami fidèle monsieur Morel. Il rembourse à son insu tous les créanciers et fait armer à son nom un navire, réplique exacte du Pharaon.
Désormais Dantès n'aura plus qu’un but : garantir le bonheur et la liberté aux rares personnes qui lui sont restées fidèles et se venger méthodiquement de celles qui l’ont accusé à tort et fait emprisonner : Caderousse, Morcerf, Villefort. Le délateur Caderousse va lui-même au-devant du châtiment. Le faux moine Busoni partit, il fait venir un bijoutier pour estimer son précieux diamant. Mais affolé par l’argent, poussé par sa complice de femme, il assassine le joaillier pour le voler. Démasqué, arrêté, il est expédié au bagne.

### 2eépoque: La vengeance
Le prisonnier hâve et déguenillé du château d'If a fait peau neuve. Sous l'identité du Comte de Monte-Cristo, il s’installe somptueusement à Paris, en compagnie de son fidèle Jacopo, prêt à mettre tout en œuvre pour assouvir son implacable désir de vengeance, prémédité pendant ses quinze années d’incarcération. Monte-Cristo s'introduit dans la haute société parisienne et très vite, il n’est question que de cet étranger fortuné, devant lequel s’ouvrent les salons. Mais ni le comte de Morcerf, qui lui a ravi sa fiancée d’autrefois, ni le marquis de Villefort ne reconnaissent en cet élégant gentilhomme leur victime passée. Monte-Cristo est de toutes les fêtes. Au cours d’un somptueux bal masqué à l’Opéra, déguisé en bourreau, il reconnaît Mercédès sous son costume de gitane. Mais comment faire pour s’introduire dans l’intimité des Morcerf ? L’occasion se présente : en le sauvant d'une rixe, Monte-Cristo fait la connaissance d'Albert, leur jeune fils, ce qui lui facilite la présentation officielle à Mercédès. Celle-ci devient livide en reconnaissant en Monte-Cristo le fiancé tragiquement disparu et qu’elle avait tant aimé. En tête à tête avec elle, il lui propose de partir, de tout oublier, de retrouver leurs amours passées, mais Mercédès refuse catégoriquement. Désormais, Morcerf est condamné !
En effet, Monte-Cristo ne tarde pas à savoir que le Comte de Morcerf, nommé général, glorieusement reçu à la Chambre des pairs pour son héroïque conduite en Orient, est en réalité un traitre. Alors qu'il avait reçu mission de le défendre, il a laissé se faire tuer sous ses yeux le Pacha de Janina. De plus, il a vendu Haydée, la fille du Pacha, à un marchand turc d’esclaves. Monte-Cristo part aussitôt en Turquie pour la retrouver et la sauver. Il la rachète et revient installer chez lui, dans le plus grand secret, cette ravissante créature qui éprouve pour lui une reconnaissance éternelle.
D'autre part, Monte-Cristo réunit des renseignements sur le passé de Villefort, nommé Procureur. Il apprend que ce grand magistrat, ayant eu autrefois une liaison avec une femme mariée, avait voulu faire disparaître l’enfant né de l’adultère, en l’enterrant vivant.  Mais un certain Bertuccio, valet peu honnête, qui l’avait surpris, sauva l’enfant. Ce Bruno, aussi voleur et fripouille que son père adoptif, purge une peine au bagne. Monte-Cristo organise clandestinement son évasion entraînant aussi, à son insu, celle de Caderousse. À son arrivée à Paris, Bruno reçoit avec le titre de Marquis de Cavalcanti, une élégante garde-robe et un portefeuille bien garni, tandis que Caderousse ne reçoit rien. Ce dernier, jaloux de son camarade de bagne, oblige le faible Bruno à lui communiquer l’adresse et le plan de l’hôtel particulier de son bienfaiteur. Bruno prévient aussitôt, par lettre anonyme, le Comte de Monte-Cristo, qui aidé de Bertuccio à sa solde et de son fidèle valet de chambre Jacopo, surveille les lieux. Au moment où Caderousse fracture un secrétaire, il est surpris par une vieille connaissance : l’abbé Busoni, sous le costume duquel se cache Monte-Cristo, avec le retour de vieux souvenirs de vol et de meurtre ! Apeuré, Caderousse est laissé libre par le moine. Mais Bruno, resté en embuscade, ne lui laisse aucune chance dans sa fuite et le poignarde mortellement afin de supprimer cet adversaire encombrant. Démasqué et arrêté, Bruno alias Marquis de Cavalcanti est traduit devant un tribunal présidé par le Procureur de Villefort, en personne. Ce dernier requiert la peine de mort contre le protégé de Monte-Cristo, l’assassin Calvacanti. Alors, Monte-Cristo, suivi de Bertuccio, s’avance à la barre. Devant les plus hauts magistrats du royaume il confond preuve en main le vil procureur du roi, père de l’accusé. M de Villefort chancelant reconnait les faits, se retire dans son bureau et meurt terrassé par l'émotion.
Le scandale de la Grande chancellerie déchaîne de violentes réactions de l'opinion publique, laquelle est à nouveau relancée par les révélations du journal l’Impartial qui titre en première page sur la conduite du général de Morcerf dans l’affaire du Pacha de Jahina. Le général est obligé de s’expliquer à la Chambre des pairs. Devant celle-ci, l’orgueilleux et arrogant Morcerf rappelle ses états de service et se moque avec beaucoup de mépris de ce Monte-Cristo, présent dans l’hémicycle, dont personne ne connaît les origines. Cependant, il confirme bien le massacre de la femme et de la fille du Pacha. C’est alors qu’apparaît soudainement l’inattendue Haydée qui reconnaît en Morcerf l'officier traitre qui l'a vendue comme esclave. Morcerf reste silencieux, incapable de se défendre de cette accusation accablante.
Le scandale cette fois est à son comble. Morcerf est déshonoré, la commission d'enquête de la chambre des Pairs prononce sa déchéance. Venant à son secours, son fils Albert provoque Monte-Cristo en duel. À temps, Mercédès empêche le combat fatal, obligeant son fils à présenter des excuses à celui qui autrefois fut condamné innocent, celui qu’elle aime encore. Fernand de Morcerf vient alors insulter Monte-Cristo chez lui. Les deux hommes se battent au sabre. Monte-Cristo a le dessus, et désarme Morcerf lequel, abandonné par sa femme et son fils, se suicide. Mercédès et Albert ont en effet décidé de se retirer à Marseille dans le petit appartement qu’occupait autrefois le père de Dantès. Et de cette fenêtre, où jadis Mercédès guettait le retour du Pharaon, elle va à présent guetter le retour de son fils, marin embarqué sur la réplique de l’ancien fameux trois-mâts. Et de cette fenêtre, Mercédès peut voir, ce jour de février 1837, un voilier virer de bord et cingler vers l’Orient avec à son bord : Haydée et Monte-Cristo.

## Fiche technique
- Tourné en deux époques : 1) La Trahison, 2) La Vengeance
- Réalisation : Robert Vernay, assisté de Paul Feyder, Édouard Molinaro, Roberto Savarese
- Scénario : d'après l'œuvre d'Alexandre Dumas
- Adaptation : Georges Neveux et Robert Vernay
- Dialogues : Georges Neveux
- Décors : Robert Clavel, assisté de Jacques Douy et Marc Desages
- Costumes : Georges Benda
- Costumier : Victor Noeppel, costumes exécutés par la maison Raymonde Catherine
- Jean Marais est habillé par André Bardot
- Photographie : Robert Juillard
- Opérateur : Jacques Robin, assisté de Bob Pater et Daniel Diot
- Son : Jean Rieul
- Perchman : Marcel Corvaisier
- Montage : Monique Kirsanoff, assistée de Raymonde Delor et Anne-Marie Forrer
- Musique : Jean Wiener (éditions Transatlantique)
- Orchestre sous la direction de Ernest Guillou
- Script-girl : Nicole Besnard
- Régisseur général : Jean Mottet, assisté de Roger Descoffre
- Ensemblier : Charles Mérangel
- Maquillage : Alexandre Marcus assisté d'Yvonne Barrie
- Coiffures : Jules Chanteau
- Photographe de plateau : Roger Corbeau
- Sociétés de production : Les Films Sirius, Les Films Jacques Roitfeld (Paris) - Fonorama (Rome)
- Chef de production : Wladimir Roitfeld
- Producteurs délégués : Jacques Roitfeld, Lucien Masson
- Distributeur : Les Films Sirius
- Enregistrement Western Electric
- Tirage : Laboratoire Éclair
- Tournage du 24 septembre 1953 au 20 janvier 1954 dans les studios Paris Studio Cinéma de Billancourt
- Pays de production :  France -  Italie
- Langue d'origine : français
- Format : 35 mm, couleur par Gevacolor (couleurs naturelles)
- Genre : film d'aventure
- Durée : 183 minutes (en deux époques)
- Dates de sortie : 
  - Italie - 20 août 1954
  - France - 14 janvier 1955
- Affiches : Henri Cerutti, Guy-Gérard Noël (France)

## Distribution
- Jean Marais : Edmond Dantès, commandant du bateau Le Pharaon (1 et 2)
- Lia Amanda : Mercédès Herrera, la fiancée d'Edmond Dantès (1 et 2)
- Roger Pigaut : Fernand Mondego, devenu le général-comte de Mortcerf, mari de Mercédès (1 et 2)
- Jacques Castelot : Gérard Noirtier, comte de Villefort, substitut au procureur du Roi (1 et 2)
- Noël Roquevert : M. Noirtier, général d'Empire, comte de Villefort et père du procureur du roi (1)
- Daniel Ivernel : Gaspard Caderousse, le second d'Edmond sur le bateau (1 et 2)
- Claude Génia : la Carconte, la femme de Caderousse (1)
- Louis Seigner : M. Joannès, le bijoutier parisien (1)
- Gualtiero Tumiati (it) (VF : Antoine Balpêtré) : l'abbé Faria (1)
- Folco Lulli (VF : Jacques Eyser) : Jacopo, le capitaine du bateau au large du château d'If (1 et 2)
- Paolo Stoppa : Bertuccio, l'ancien amant de la Picard (2)
- Daniel Cauchy : Bruno, l'enfant abandonné, alias Andrea Cavalcanti (2)
- Jean-Pierre Mocky : Albert de Mortcerf, le fils (2)
- Cristina Grado : Haydée, fille du Pacha de Janina (2)
- Génica Athanasiou : Fatima (2)
- André Brunot : M. Morel, l'armateur du bateau Le Pharaon (1)
- Lucien Blondeau : M. Dantès père (1)
- Simone Paris : Émilienne de Beaugency (2)
- France Asselin : Mme Renée de Villefort (1)
- Julien Bertheau : Napoléon Ier (1)
- Jean Temerson : Louis XVIII (1)
- Janine Zorelli : la Picard (2)
- Made Siamé : la marquise (1)
- Maryse Paillet : Valentine, la nouvelle locataire (1)
- José Casa : l'aubergiste (1 et 2)
- Julien Maffre : un Marseillais (1)
- Paul Ville : le gouverneur (1)
- Philippe Richard : l'inspecteur (1 et 2)
- Marcel Delaitre : le geôlier (1)
- Pierre Morin : le grand maréchal (1)
- Paul Azaïs : un argousin
- Marcel Journet : le président de la chambre des pairs (2)
- Fernand Gilbert : le « professeur » (2)
- Charles Bayard : un assesseur de la chambre des pairs(2)
- Raymond Girard : un pair de France (2)
- Marcel Loche : l'huissier de la chambre des pairs (2)
- Guy Favières : un homme chez M. Morel à la vente du bateau (1)
- Édouard Francomme : un homme aux fiançailles (1)
- Bernard Musson : un avocat (2)
- Jacques Couturier : un gentilhomme (2)
- Franck Maurice : un homme au bouge (2)
- Léon Berton : le secrétaire de l'inspecteur
- Roger Vincent : un curieux
- Léon Walther : un courtisan
- Paul Barge : un policier
- Nathalie Nerval : la femme élégante
- André Var
- Frédéric Valmain
- Pierre Flourens

## Autour du film
- Il est très rare qu'un réalisateur effectue un remake de sa propre œuvre, comme Alfred Hitchcock avec ses deux versions de L'Homme qui en savait trop, l’une en noir et blanc en 1934 et l’autre en couleur en 1956. C'est aussi le cas de Robert Vernay qui avait présenté avec succès en 1943 une première version, en noir et blanc, du chef-d’œuvre d'Alexandre Dumas Le Comte de Monte-Cristo avec un Pierre Richard-Willm très convaincant[2].
- Avec une nouvelle version, en couleurs, divisée en deux époques respectivement baptisées La Trahison et La Vengeance, Vernay replonge à nouveau dans le drame d'Edmond Dantès, sous les traits, cette fois-ci, du charismatique Jean Marais, incarnant parfaitement le personnage mystique mi-aventurier mi-aristocrate, poignant prisonnier Dantès, puis romantique Monte-Cristo[3].
- Le tournage du film commença début 1953 et dura six mois. Présenté en avant-première à Monte-Carlo le 17 juillet 1954, le film obtint un franc succès mais devra attendre encore six mois pour être en salles, à partir du 14 janvier 1955. Cette version couleurs connut un grand succès populaire avec près de 8 millions de spectateurs, le film obtenant la 3e place au Box-office France 1955.